# Ян Собіпан Замойський
Ян Собіпан Замойський гербу Єліта (пол. Jan Sobiepan Zamoyski; 9 квітня 1627, Замостя — 7 квітня 1665, Замостя) — шляхтич, військовий і політичний діяч Речі Посполитої, останній представник старшої гілки роду Замойських. Граф на Тарнові, Ярославі. Син Томаша Замойського і Катерини Острозької, від якої Яну дістались численні маєтності Острозьких на Волині.

## Біографія
Третій ординат Замойський після смерті батька (1638—1665).
Генерал земель Подільських (староста генеральний) з 1637 р., крайчий великий коронний (1653 р.), підчаший великий коронний з 1655 р., воєвода київський (1658—1659), воєвода сандомирський (1659—1665), староста калуський, ростоцький.
Реґіментар коронного війська в Україні. У 1651 році воював з козацьким військом Богдана Хмельницького у битві під Берестечком. Під час Шведського Потопу зберіг вірність королю Яну ІІ Казимиру, та відмовився визнавати владу шведського короля Карла Х Густава. У 1656 році обороняв Замостя від шведів, того ж року брав участь в битві проти них за Варшаву. У кінці 50-х років воював з українськими козаками.

## Сім'я
3 березня 1658 року одружився з 17-річною французькою дворянкою і красунею Марією-Казимирою д'Аркен — придворною дамою польської королеви Марії Луїзи Ґонзаґи, в шлюбі з якою мав чотирьох дітей (одна народилась мертвою, решта померли в дитинстві).
5 липні 1665 року, після смерти Яна Собіпана Замойського вдова Марія Казимира вдруге вийшла заміж за великого маршалка коронного, майбутнього польського короля Яна ІІІ Собеського. Його маєтки успадкував племінник — майбутній король Міхал Корибут Вишневецький.